# Ziomara Morrison
Ziomara Esket Morrison Jara (San Miguel, 15 de febrero de 1989) es una jugadora de baloncesto profesional chilena que juega en el club Nantes Rezé de la Liga de Francia y en la selección adulta de su país.

## Carrera
Tras formarse en las categorías inferiores de la Universidad Católica, dio el salto a Europa donde jugó en clubes de Italia y España. A finales de febrero de 2012 entró en la historia del baloncesto chileno al anunciarse que sería la primera baloncestista de Chile que jugaría en la WNBA, tras confirmarse su fichaje por los San Antonio Silver Stars.

## Selección nacional
Debutó en la selección absoluta a los 17 años en 2006, selección con la que logró el bronce en el Campeonato Sudamericano de 2008 y 2013, y la medalla de plata en los juegos Suramericanos 2014.

### Participaciones
| Torneo                                 | Sede        | Resultado   |
| -------------------------------------- | ----------- | ----------- |
| Campeonato Sudamericano Sub-17 de 2005 | Asunción    | 4° Lugar    |
| Campeonato Sudamericano 2006           | Asunción    | 4° Lugar    |
| FIBA Americas 2007                     | Valdivia    | 6° Lugar    |
| Campeonato Sudamericano 2008           | Loja        | 3° Lugar    |
| FIBA Americas 2009                     | Mato Grosso | 6° Lugar    |
| Campeonato Sudamericano 2010           | Santiago    | 5° Lugar    |
| Campeonato Sudamericano 2013           | Mendoza     | 3° Lugar    |
| FIBA Americas 2013                     | Xalapa      | 6° Lugar    |
| Juegos Sudamericanos 2014              | Santiago    | Subcampeona |

## Clubes
- Categorías inferiores Universidad Católica.
- Banco de Sicilia Ribera.
- 2008-09. AE Sedis Básquet. 1ª División.
- 2009-10. CB Aros. LF-2.
- 2010-11. Jopisa Ciudad de Burgos. LF-2.
- 2011-12. Jopisa Ciudad de Burgos. LF.
- 2012. San Antonio Silver Stars. WNBA.
- 2012-2013. Rivas Ecópolis. LF.
- 2013. Ceyhan Belediyespo (Liga Femenina de Turquía).
- 2014. Indiana Fever WNBA.
- 2014. Los Leones de Quilpué (Liga Femenina de Chile).
- 2014. Besiktas (Liga Femenina de Turquía).
- 2016. Wisla Can Pack (Polonia).
- 2019. DVTK Miskolc (Hungría).
- 2019. Los Leones de Quilpué (Liga Femenina de Chile).
- 2020. Nantes Rezé (Francia).

## Estadísticas

### Selección nacional
| Año                          | PJ | PTS | MPP  | RPP  | APP | PPP  |
| ---------------------------- | -- | --- | ---- | ---- | --- | ---- |
| Campeonato Sudamericano 2006 | 5  | 53  | 25.2 | 8.4  | 0.8 | 10.6 |
| FIBA Americas 2007           | 5  | 70  | 28.4 | 7.6  | 0.4 | 14   |
| Campeonato Sudamericano 2008 | 6  | 53  | 19.7 | 3.2  | 0   | 8.8  |
| FIBA Americas 2009           | 5  | 70  | 24.4 | 6.8  | 0.8 | 14   |
| Campeonato Sudamericano 2010 | 4  | 74  | 28.8 | 11.2 | 2   | 18.5 |
| Campeonato Sudamericano 2013 | 5  | 107 | 30.4 | 13.6 | 1.6 | 21.4 |
| FIBA Americas 2013           | 4  | 93  | 34.2 | 11   | 2.8 | 23.3 |
| Juegos Suramericanos 2014    | 5  | 143 | 37.4 | 19.8 | 2.6 | 28.6 |

- PJ: Partidos jugados
- PTS: Puntos
- MPP: Minutos por partido
- RPP: Rebote por partido
- APP: Asistencia por partido
- PPP: Puntos por partido

## Galardones y logros

### Títulos internacionales de selección
- Medalla de bronce en el Campeonato Sudamericano Femenino de Básquet 2008
- Medalla de bronce en el Campeonato Sudamericano Femenino de Básquet 2013
- Medalla de plata en los Juegos Suramericanos de 2014

### Galardones y logros personales
- Líder del Campeonato Sudamericano Sub-17 de 2005 en tiros de campos anotados: 85
- Líder del Campeonato Sudamericano Sub-17 de 2005 en rebotes: 70
- Líder del Campeonato Sudamericano 2010 en rebotes: 45
- Líder del Campeonato Sudamericano 2013 en rebotes: 143
- Líder del torneo FIBA Americas 2013 en tiros de campos anotados: 201
- Líder del torneo FIBA Americas 2013 en rebotes: 44
- Líder de los Juegos Suramericanos 2014 en tiros de campos anotados: 113
- Líder de los Juegos Suramericanos 2014 en rebotes: 159